# Not In Love
«Not In Love»   es una canción interpretada por el dúo canadiense Crystal Castles incluida en su segundo álbum de estudio Crystal Castles II y lanzada como sencillo el 6 de diciembre de 2010 con la participación especial del cantante Robert Smith. Es una versión de la canción homónima del grupo Platinum Blonde incluida en su álbum Standing in the Dark (1984). 
Se incluyó en la banda sonora del juego FIFA 12 y fue versionada por el cantante y actor Lee Min Ki en el dorama surcoreano Shut Up Flower Boy Band.

## Listas
| Lista (2010)                                | Mejor posición |
| ------------------------------------------- | -------------- |
| Bélgica (Flandes) (Ultratip Bubbling Under) | 53             |
| Bélgica (Valonia) (Ultratop 50)             | 43             |
| Dinamarca (Tracklisten)                     | 31             |